# Rosemont (Kalifornija)
Rosemont je naseljeno područje za statističke svrhe u američkoj saveznoj državi Kalifornija. Prema popisu stanovništva iz 2010. u njemu je živjelo 22.681 stanovnika.